# Jonas Šimėnas
Jonas Šimėnas (* 31. Juli 1953 in Papiliai, Rajongemeinde Anykščiai; † 15. März 2023 in Vilnius) war ein litauischer konservativer Politiker, Seimas-Mitglied, Mitglied von Tėvynės Sąjunga und ab 2020 Mitglied von Krikščionių sąjunga.

## Leben
Von 1960 bis 1964 lernte Jonas Šimėnas in Antalina, von 1964 bis 1968 in Surdegis bei Anykščiai, von 1968 bis 1969 in der Internatssportschule Panevėžys, von 1969 bis 1971 in Viešintos, von 1971 bis 1972 an der 21. technischen Schule in Vilnius. Von 1973 bis 1978 absolvierte er das Diplomstudium der Geologie an der Fakultät für Naturwissenschaft der Vilniaus universitetas. Ab 1978 arbeitete er als Geologe.
Von 1990 bis 1992 war Jonas Šimėnas Mitglied im Restituierenden Seimas. Von 1993 bis 1996 arbeitete er als Gehilfe von Algirdas Saudargas, 1996 als Oberspezialist im Umweltministerium Litauens und von 1996 bis 2000 Mitglied im 7. Seimas, direkt ausgewählt im Wahlbezirk Utena. Von 2000 bis 2004 war Berater des Generaldirektors des Spirituosen-Unternehmens AB „Stumbras“ in Fragen des Biokraftstoffprogramms. Die Arbeiten betrafen den Umbau und die Anpassung der Brennerei Šilutė zur Herstellung von Bioethanol. Dies war das erste erfolgreich betriebene Biokraftstoffprojekt in Litauen.
Von 2005 bis 2008 leitete er als Direktor den Verband litauischer Biokraftstoffhersteller und -lieferanten „LITBIOMA“. Er befasste sich mit der Entwicklung der Produktion und Nutzung von Biomasse und Biokraftstoff, Installation von Energieplantagen. Er hatte auch die Position des stellvertretenden Direktors der Abteilung für wissenschaftliche Forschung von Unternehmen Bionovus UAB (der Gruppe UAB ICOR) inne. Von 2008 bis 2012 war er  Mitglied im 10. Seimas.
Jonas Šimėnas war verheiratet und hatte drei Söhne.